# 矢田績

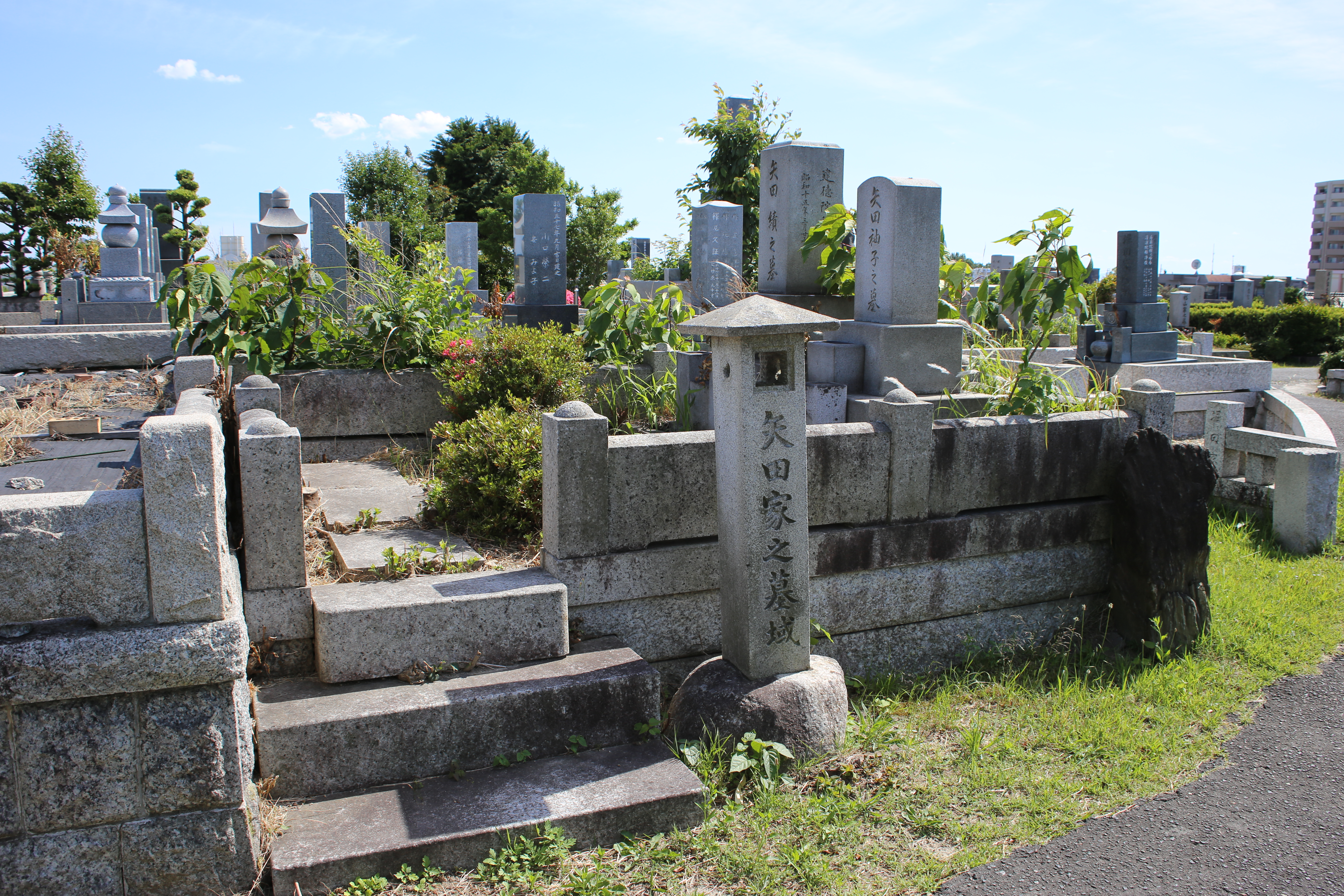
矢田績の墓（2017年6月）

矢田 績（やだ せき、万延元年8月9日（1860年9月23日） - 昭和15年（1940年）3月25日）は、日本の実業家。

## 人物
万延元年（1860年）8月9日、紀州徳川家の老職にあった医師の谷井清雄の次男として出生する。1878年（明治11年）、新宮の旧藩老矢田七郎右衛門の絶家を相続し、矢田績となる。
1880年（明治13年）、慶應義塾を卒業すると、時事新報に記者として就職。1884年（明治17年）、神戸又新日報に主筆として迎えられる。同紙に掲載された「勧業課長論」により、当時の兵庫県令内海忠勝に取り立てられ、同県勧業課長となる。さらに、1887年（明治20年）には、中上川彦次郎の山陽鉄道の運輸課長となった。その後、三井銀行専務理事となった中上川に従って、同行秘書課長となる。同行において、深川支店長・京都支店長・横浜支店長を歴任したのち、1905年（明治38年）5月、同行名古屋支店長となる。同支店においては、福沢桃介の名古屋進出に際しての資金調達に協力するなどしている。1915年（大正4年）、同行監査役となったが、翌年團琢磨により、東神倉庫（現三井倉庫）常務となる。
1921年（大正10年）に離職すると、翌年春に名古屋に居を移した。矢田は日本の中心商工都市としての名古屋の成長を手伝いたいとの思いにより、名古屋を永住の地として選んだという。その実現のために公衆図書館の設立を志し、1925年（大正14年）4月19日に財団法人名古屋公衆図書館として開館させた。
晩年の1939年（昭和14年）には、名古屋公衆図書館を名古屋市に寄付した。同年12月24日に病に倒れ、名古屋帝國大学医学部附属病院（現名古屋大学医学部付属病院）に入院したが、翌年3月25日に喉頭癌により亡くなった。

## 著作
- 『懐舊慢話』1922年9月。[9]
- 『続懐舊慢話』1922年9月。[9]
- 『穿き違への日本 附たり名古屋小言』1923年7月。[9]
- 『熱中冷語』1927年10月。[9]
- 『熱海みやげ』1930年4月。[9]
- 『福澤先生と自分』1933年2月。[9]
- 『私の保健法』1936年2月。[9]
- 『懐旧瑣談』1937年6月。[9]